# Chicoutimi Challenger
Il Chicoutimi Challenger è stato un torneo professionistico di tennis giocato su campi in terra rossa. Faceva parte dell'ATP Challenger Series. Si è giocata una sola edizione, a Chicoutimi in Canada.

## Albo d'oro

### Singolare
| Anno | Campione        | Finalista       | Punteggio     |
| ---- | --------------- | --------------- | ------------- |
| 1989 | Andrew Sznajder | Karsten Braasch | 7–6, 1–6, 6–1 |

### Doppio
| Anno | Campioni                   | Finalisti                   | Punteggio     |
| ---- | -------------------------- | --------------------------- | ------------- |
| 1989 | Howard Endelman John Sobel | Karsten Braasch Willi Otten | 3–6, 6–4, 6–4 |